# Courtney Schulhoff
Courtney Christine Schulhoff (* 27. Dezember 1987 in Washington, D.C.) ist eine US-amerikanische Frau. Sie wurde am 27. September 2006 in Sanford (Florida) als Minderjährige wegen Anstiftung und Beihilfe zum Mord zu lebenslanger Freiheitsstrafe ohne Möglichkeit vorzeitiger Entlassung verurteilt.

## Vorfall
In der Nacht vom 9. auf den 10. Februar 2004 erschlug Schulhoffs 21-jähriger Freund Michael Morin ihren schlafenden Vater Stephen Schulhoff mit einem Baseballschläger. Als gesichert kann gelten, dass Schulhoff zu diesem Zeitpunkt in unmittelbarer Nähe des Apartments den Hund ausführte. Was direkt davor und danach geschah, wurde von Schulhoff und Morin sehr unterschiedlich dargestellt. Externe Zeugen der Geschehnisse gab es keine. Die Verurteilung wegen Anstiftung und Beihilfe zum Mord beruhte im Wesentlichen auf einem angeblichen, nicht aufgezeichneten Geständnis, das Schulhoff kurz nach ihrer Verhaftung abgelegt haben soll. Vorausgegangen war eine Affäre ihrer Mutter mit einem anderen Mann und deren Trennung von ihrem Vater.

### Mord
Am Abend des 9. Februar hatten Schulhoff und Morin ein Kino besucht und sich danach spät abends zum Apartment begeben, in dem Schulhoff mit ihrem Vater wohnte. Für die folgenden Ereignisse gibt es zwei Versionen:
- Laut Morins Version war er von Schulhoff dazu gedrängt worden, den ihr verhassten Vater zu töten. Auch habe sie ihm die Tatwaffe, einen Baseballschläger bereitgestellt. Finaler Auslöser für ihren Tötungswunsch sei ein Streit am Vortag gewesen, in dessen Verlauf ihr Vater sie geschlagen habe. In einem „Blackout“ habe er dann ihrem Wunsch entsprochen und dieses unmittelbar danach bereits bitter bereut.
- Laut Schulhoffs Version war Morin selbst der Urheber des Mordgedankens. Sie habe noch, vermeintlich erfolgreich, ihm die Tat ausreden wollen. Als sie dann aber von ihrem Spaziergang mit dem Hund zurückkehrte, habe er sie vor vollendete Tatsachen gestellt und ihr Gewalt angedroht, falls sie die Polizei einschalten würde.

Am Mittag des 10. Februar erschien die Lebensgefährtin von Schulhoffs Vater an dessen Apartment. Sie hatte im Laufe des Morgens mehrfach vergeblich versucht, ihn telefonisch zu erreichen und aus Verunsicherung beschlossen, zu seiner Wohnung zu fahren. Als ihr niemand öffnete, benachrichtigte sie die Polizei. Diese drang in das Apartment ein und fand Stephen Schulhoff ermordet im Schlafzimmer vor.

## Aufmerksamkeit europäischer Medien 2009
2008 besuchte sie der deutsche Journalist Stefan Scheytt in Vorbereitung eines Artikels über die Praxis der USA, auch gegen Minderjährige „life without parole“-Urteile zu verhängen. Der Artikel erschien ab Januar 2009 in leicht variierenden Versionen im Focus, der Badischen Zeitung, dem Kölner Stadt-Anzeiger, der Annabelle, dem Tagesspiegel sowie den Magazinen Provo (Publik-Forum), Socialpaedagogen (Dänemark) und Amagasinet (Norwegen).

## Strafreduktion
Im März 2017 wurde ihre Strafe auf 40 Jahre reduziert, da der Oberste Gerichtshof mittlerweile entschieden hatte, dass es verfassungswidrig sei, Minderjährige zu lebenslänglichen Freiheitsstrafen ohne die Möglichkeit vorzeitiger Entlassung zu verurteilen.